# Cyphia brevifolia
Cyphia brevifolia är en klockväxtart som beskrevs av Mats Thulin. Cyphia brevifolia ingår i släktet Cyphia, och familjen klockväxter.
Artens utbredningsområde är Angola. Inga underarter finns listade i Catalogue of Life.